# 권벌 충재일기
권벌 충재일기(權橃 沖齋日記)는 대한민국 경상북도 봉화군, 충재박물관에 있는 조선시대의 책이다. 1963년 1월 21일 대한민국의 보물 제261호로 지정되었다.

## 개요
조선 중종조의 학자이며, 관료로 이름을 떨친 권벌(權橃, 1478~1548)의 친필일기이다. 권벌의 자는 중허(仲虛), 호는 충재(沖齋), 중종 2(1507)년에 문과에 합격하여 관료생활을 하다가, 중종 14(1519)년의 기묘사화에 연루되어 10여년간 야인으로 있다가 동왕 28(1533)년에 다시 소환되어 벼슬이 우찬성에까지 올랐었다. 그러나 명종이 즉위하던 해에 또 다시 을사사화를 당하여 삭주로 귀양갔다가 명종 3(1548)년에 그곳에서 죽었다. 시호는 충정(忠定)이다. 
충재일기는 권벌이 서울에서 관직생활을 할 때 직접 기록한 친필로서 한원일기(翰苑日記) 2책, 당후일기(堂后日記) 1책, 승선시일기(承宣時日記) 2책, 신창령추단일기(新昌令推斷日記) 1책 등 모두 6책이다. 
한원일기는 예문관 검열로 재직할 때의 일기이다. 1책은 중종 3(1508)년 1월 5일부터 9월 20일, 2책은 12월 1일부터 동왕 4(1509)년 9월 14일까지 기록되어 있다. 한원은 문한서(文翰署)·한림원(翰林院)으로 불렸던 예문관의 별칭이다.
당후일기는 승정원 주서(承政院注書)로 재직시에 적은 일기로 중종 5(1510)년 3월 1일에서 3월 30일까지의 기록이다. 당후(堂后)란 승정원 주서가 거처하던 방으로 승정원 뒤에 위치해 있다 하여 주서의 다른 이름이 되었다. 
승선시일기는 승정원 승지로 재직할 당시의 공사를 기록한 일기로 1책은 중종 13(1518)년 5월 15일부터 7월 5일, 2책은 7월 10일부터 11월 6일까지의 기록이다.
신창령추단일기는 승정원 주서 재직 시 서얼 출신 종친 신창령(新昌令) 이흔(李訢)의 역모사건 전말을 추단한 기록으로 중종 4(1509)년 10월 28일에 작성되었다.
이들 일기는『중종실록』을 편찬할 때에 자료로서 채용되었으며, 권벌의 문집인 충재집(沖齋集)에도 일부 실려 있다. 당시 관료로서의 생활실태와 중앙정부의 일상 행사가 소상히 기록되어 있는 자료는 드물기 때문에 유희춘의『미암일기(眉巖日記)』와 이이(李珥)의 『석담일기(石潭日記)』등과 함께 귀중한 사료가 된다. 더구나 권벌의 뛰어난 문장과 필체를 확인할 수 있는 것으로 매우 중요한 기록이다.

## 같이 보기
- 권벌
- 봉화 청암정과 석천계곡 - 대한민국 명승 제60호

## 참고 자료
- 권벌 충재일기 - 국가유산청 국가유산포털